# ターケーク郡
座標: 北緯17度24分 東経104度48分 / 北緯17.400度 東経104.800度
ターケーク郡（ターケークぐん、ラオ語：ທ່າແຂກ）は、ラオス中南部のメコン川東岸の町で、カムムアン県の県庁所在地である。川を挟んで、向かい側のタイのナコーンパノムと面する。
市内にはフランス植民地時代の建物が多く残る他、郊外には石灰岩でできた奇岩があちこちにみられ、いずれも風光明媚である。

## 交通
メコン川対岸のナコーンパノムへは、ラオス・タイ両国民向けの国境ゲートがあり船で渡ることができるが、外国人には開放されていない。
2009年より、ナコーンパノムとの間で第3タイ・ラオス友好橋の建設が行われ、2011年に完成した。
ナコーンパノムのほか、ヴィエンチャン、サバナケット、パクセーなどに向かうバスの便があり、こちらは外国人でも使用可能である。